# Rosebank (distillerie)
Pour les articles homonymes, voir Rosebank.
 (août 2024).
Si vous disposez d'ouvrages ou d'articles de référence ou si vous connaissez des sites web de qualité traitant du thème abordé ici, merci de compléter l'article en donnant les références utiles à sa vérifiabilité et en les liant à la section « Notes et références ».
La distillerie de Rosebank, fermée aujourd'hui, était localisée à Camelon, sur les rives du canal entre le Forth and la Clyde canal, entre Édimbourg et Glasgow.

## Histoire
Les origines de la distillerie restent floues. D'après certains (dont l'expert en Scotch Michael Jackson), elles remontent jusqu'aux années 1790, voire 1773 pour certains. Les activités de la distillerie deviennent plus précises dans les années 1840, sous la direction de James Rankine. Des bâtiments datant de 1850 et 1860 sont encore là.
L'entreprise Rosebank Distillery Ltd. fut créée en 1894, et en 1914, elle fit partie des distilleries qui fusionnèrent pour former Scottish Malt Distillers, avant que cette dernière fasse partie du groupe DCL (Distillers Company Limited, qui intégrera enfin le groupe Diageo).
Bien que Rosebank ait pu être considéré comme le meilleur single malt des Lowlands par certains spécialistes, la distillerie fut fermée en 1993. Les installations furent revendues au British Waterways Board en 2002, pour une reconversion de la zone.
En 2006, on pouvait remarquer que certaines parties de la distillerie avaient été démantelées pour faire place à un programme de construction immobilière, et que les entrepôts avaient été aménagés en un restaurant de Beefeater .
Le 7 juin 2024, la distillerie réouvre ses portes après un investissement de 80 M£ de l'embouteilleur Ian McLeod décidé en 2017.

## Production et embouteillages
La distillerie de Rosebank utilisait la traditionnelle triple distillation des Lowlands pour l'élaboration de son whisky, alors que la double distillation caractérise la plupart des whisky d'Écosse.
Le whisky Rosebank était encore récemment disponible en version brut de fût dans la gamme des « Rare Malts ». Les  embouteilleurs indépendants en proposent de nombreuses versions.
En 2024, pour marquer la réouverture de la distillerie, la distillerie met en vente 650 bouteilles de Rosebank Vintage 1989, âgé donc de 33 ans.